# ВТТ «ДС» Єнісейбуду
ВТТ «ДС» Єнісейбуду (рос. ИТЛ «ДС» ЕНИСЕЙСТРОЯ) — підрозділ системи виправно-трудових установ ГУЛАГ.
Час існування: організований 16.10.51;
закритий 14.05.53 (перейменований в Тайговий ВТТ, який проіснував тільки до 10.07.53)

## Підпорядкування і дислокація
- Єнісейбуд з 16.10.51 (Головне управління МВС СРСР з розвідки та експлуатації родовищ і будівництва підприємств кольорових і рідкісних металів в Красноярському краї),
- ГУЛАГ МЮ з 02.04.53.

Дислокація: Красноярський край, м. Красноярськ

## Виконувані роботи
- розробка родовищ «Юлія», «Кіялих-Узень», «Туїм» і родовищ Каришської групи, які перейшли від Туїмського гірничопромислового управління та ВТТ (організовані 06.04.50; закриті 16.10.51),
- будівництво дослідного електрометалургійного заводу в Красноярську, яке перейшло від ВТТ п/я 4,
- проєктно-пошукові, експериментальні, науково-дослідні роботи, металообробка в ОТБ-1 в м. Красноярську,
- робота на заводі «Сибтяжмаш»,
- видобуток слюди в р-ні ст. Камола,
- будівництво та експлуатація цегельного заводу в Ачинську,
- будівництво житлового селища цегельного заводу,
- будівництво шахти 9 Красноярскшахтстроя в р-ні Чорногорська,
- розробка кам'яних кар'єрів, лісові заготівлі,
- обслуговування Темірської геологорозвідувальної партії, геологорозвідувальні роботи на Актовракському родовищі,
- будівництво перевалочної бази і авторемонтних майстерень Єнісейбуду в Абакані.

## Чисельність з/к
- штатна — 20 000;
- 01.04.52 — 13 6524;
- 01.04.53 — 14 964